# مرد در جستجوی زن
مرد در جستجوی زن (به انگلیسی: Man Seeking Woman) یک مجموعه تلویزیونی کمدی رمانتیک فراواقع‌گرا آمریکایی است که از ۱۴ ژانویه ۲۰۱۵ تا ۸ مارس ۲۰۱۷ در سه فصل از شبکهٔ اف ایکس ایکس پخش می‌شد. این سریال در شیکاگو اتّفاق می‌افتد و دربارهٔ مردی ساده و آرام در اواخر دههٔ ۲۰ سالگیش، به نام جاش گرینبرگ (با بازی جی باروشل) است که به دنبال عشق می‌گردد و در این راه در چندین شرایط سورئال و عجیب قرار می‌گیرد.
این مجموعه براساس کتاب داستان‌های آخرین دوست دختر روی زمین اثر سایمون ریچ که همچنین خالق سریال، تهیه‌کننده اجرایی و اجراکننده سریال هم هست، ساخته شده‌است. جاناتان کریسل، اندرو سینگر و لورن مایکلز نیز دیگر تهیه‌کننده‌های اجرایی هستند، شرکت‌های Broadway Video ,Allagash Industries و FXP (FX Productions سابق) هم شرکت‌های تولیدی بودند. این مجموعه به‌طور کلّی مورد استقبال منتقدان بود.
در تاریخ ۴ آوریل ۲۰۱۷، این مجموعه لغو شد و به پایان رسید.

## کلیّت داستان
بیشتر داستان هر قسمت بر پایهٔ درگیری‌ها و کشمکش‌های آشنا دربارهٔ ورود یا حفظ روابط است. البته در این‌جا، این درگیری‌ها تا اوج پوچی و بی‌معنایی کشیده می‌شوند. این سریال با تمرکز بر جاش گرینبرگ شروع می‌شود که پس از جدایی از دوست دختر طولانی مدّت خود، مگی، در یافتن عشق دست و پنجه نرم می‌کند. خواهر بزرگتر فهمیده و موفق او لیز اغلب سعی می‌کند به او کمک کند تا وارد یک رابطهٔ جدّی شود، و بهترین دوستش مایک که دیوانهٔ سکس است، اغلب سعی می‌کند تا فقط در ایجاد رابطهٔ جنسی به او کمک کند. تلاش‌های جاش اغلب اوقات او را به شرایط سورئال و عجیب مانند رفتن به یک قرار ملاقات با یک ترول واقعی، گم شدن آلت تناسلیش، یا ملاقات با یک هیولای ژاپنی که از آلت تناسلی مردی شکل گرفته‌است، می‌کشاند. گاهی جاش در یافتن دوست دختر موفق است. با این حال، این روابط معمولاً فقط برای یک قسمت ادامه دارند.

## بازیگران

### اصلی
- جی باروشل در نقش جاش گرینبرگ، جوان ۲۷ سالهٔ ساده لوحی و آرام که یک کار موقت دارد. او پس از جدایی از یک رابطهٔ طولانی، برای یافتن عشق تلاش می‌کند. در مواردی که اتفاقات پوچ و سورئال رخ می‌دهد، او گاهی به عنوان یک انسان مستقیم مورد استفاده قرار می‌گیرد.[۵]
- اریک آندره در نقش مایک اسکگس، بهترین دوست خوش‌گذران جاش که با دختران نسبت به جاش راحت‌تر است. او اغلب تلاش می‌کند تا به جاش کمک کند، اما بیشتر از اینکه بخواهد وارد رابطهٔ جدّی شود، بیشتر به او کمک می‌کند تا رابطهٔ جنسی برقرار کند.[۶]
- بریت لاور در نقش لیز گرینبرگ، خواهر بزرگتر دل‌نگران و دلسوز جاش که او هم سعی می‌کند به جاش کمک کند. روش‌های کمک او منطقی‌تر و زمینی‌تر از مایک است. او بیشتر می‌خواهد جاش رابطه‌ای جدی داشته باشد. او نگاهی از بالا به پایین به مایک دارد ولی مایک به نظر می‌رسد دربارهٔ او نظری ندارد.
- مایا ارسکین در نقش مگی (فصل ۱)، دوست دختر سابق جاش، که در آغاز سریال از او جدا می‌شود.
- کتی فیندلی در نقش لوسی (فصل ۳) دوست دختر جاش و همسر آیندهٔ او.

### دوره‌ای
- رابین دوک در نقش پتی گرینبرگ، مادر جاش و لیز.
- مارک مک‌کینی در نقش تام گرینبرگ، ناپدری جاش و لیز.
- جف پنگمن در نقش چارلز پاول، رئیس جاش.
- انیس اسمر در نقش لئو (فصل ۱)، دوست پسر لیز.
- رزا سلزار در نقش رزا مندس (فصل ۲)، همکار جاش، که جاش و مایک هر دو عاشق او می‌شوند.

## قسمت‌ها
| فصل | قسمت‌ها | قسمت‌ها | تاریخ اصلی روی آنتن رفتن | تاریخ اصلی روی آنتن رفتن |
| فصل | قسمت‌ها | قسمت‌ها | اولین بار                | آخرین بار                |
| --- | ------ | ------ | ------------------------ | ------------------------ |
| ۱   | ۱۰     | ۱۰     | ۱۴ ژانویه ۲۰۱۵           | ۱۸ مارس ۲۰۱۵             |
| ۲   | ۱۰     | ۱۰     | ۶ ژانویه ۲۰۱۶            | ۹ مارس ۲۰۱۶              |
| ۳   | ۱۰     | ۱۰     | ۴ ژانویه ۲۰۱۷            | ۸ مارس ۲۰۱۷              |